# 摩尼寺
摩尼寺（まにじ、まにでら）は鳥取県鳥取市にある天台宗安楽律法流の寺。山号は喜見山（きけんざん）。

## 概要
古来より信仰の対象として崇められてきた摩尼山の山頂付近に開創された古刹であり、山頂の立岩は帝釈天降臨の霊地とされている。寺に伝わる『摩尼寺帝釈天王縁起』（弘化3年・1846年筆写）によれば、平安時代の初め頃、高草郡の産見（うぶみ）長者が喜見山（摩尼山）に登ると、立岩に帝釈天が降臨し、「今よりこの峰に鎮座して衆生を救い、なかんずく五障の身である女人を済度しよう」と告げた。長者はこの地に精舎を建て、それを承和年間（834年頃）、円仁（慈覚大師）が再興したのが摩尼寺の起こりであるという。
寺はその後中腹に遷移、さらに豊臣秀吉の焼き討ちに遭い荒廃していた寺を、江戸時代初期に池田光仲・光政によって、鳥取城の鬼門にあたる現在の山裾に再建されたものである。
帝釈天降臨伝説や継子落しの滝の伝説は、地形や古い地名から考察すると、元は山筋を隔てた円護寺方面に纏わる伝説であったのを、江戸期から第二次世界大戦前にかけて隆盛を極めた摩尼寺の伝説として伝えられるようになったものとする説が存在する。
麓から仁王門を経て本堂まで303段の石段が1912年（大正元年）に敷かれた。石段脇には石塔が列していたが、昭和18年鳥取大震災で倒壊した。
また境内から帝釈天降臨伝説の立岩(鐘楼・三祖堂跡)、奥の院(洞穴)、賽の河原（楼門跡）へ至る山道が整備されている。現在、奥の院の寺跡が調査研究されている。

## 札所等
- 中国三十三観音　特別霊場
- 帝釈天出現霊場

## 前後の札所
中国三十三観音霊場
31 三仏寺 -- 特別霊場 摩尼寺 -- 32 観音院

## 伽藍

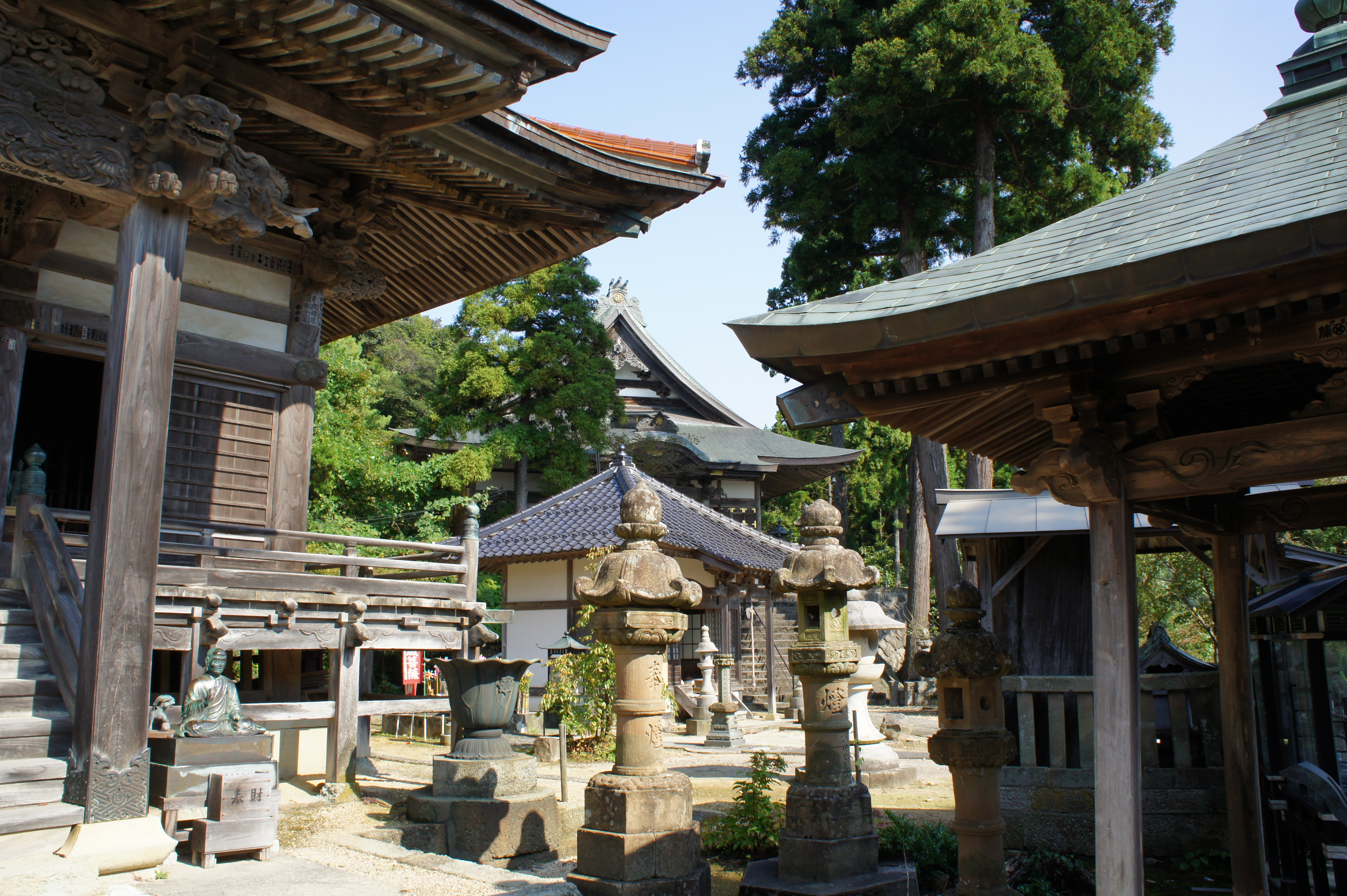
本堂前から如来堂を望む

石段

- 本堂 - 国の登録有形文化財。帝釈天（本尊）、千手観音安置
- 三祖堂 - 伝教大師・弘法大師・慈覚大師を祀る
- 庫裏 - 二の丸・御成門・襖絵
- 閻魔堂
- 善光寺如来堂 - 阿弥陀三尊、虚空蔵菩薩安置、戒壇めぐり
- 鐘楼 - 国の登録有形文化財
- 山門 - 国の登録有形文化財
- 仁王門 - 文禄3年(1594年 桃山時代)に島根県隠岐島の焼火（たくひ） 権現より移築と伝えられる。 鳥取県指定保護文化財。階下に金剛力士、階上に釈迦如来と十六羅漢を安置
- 法界場 - 地蔵群
- 観音堂（六角堂）
- その他 道好和尚の墳墓・延命地蔵・身代り地蔵・願望成就地蔵・ぽっくり地蔵・子育て地蔵・ビンズルさん

## 山内ルート
- 仁王門 ⇒ 山門 ⇒ 鐘楼 ⇒ 本堂 ⇒ 三祖堂 ⇒ 善光寺如来堂 ⇒ 法界場 ⇒ 観音堂 ⇒ 展望所 ⇒ 立岩（立岩山山頂展望公園） ⇒ 奥の院

## 利用情報
- 開門時間 - 9時30分～16時30分
- 拝観料 - 境内参拝（無料）、堂内・戒壇めぐり（有料）

## 交通アクセス
- JR山陰本線鳥取駅からタクシー10分

## 周辺情報
- 鳥取砂丘
- 渡辺美術館
- 玄忠寺・荒木又右衛門遺品館
- 多鯰ヶ池
- 寺の門前には2軒の料理茶屋が営業しており、山菜料理が有名である。